# Navlab

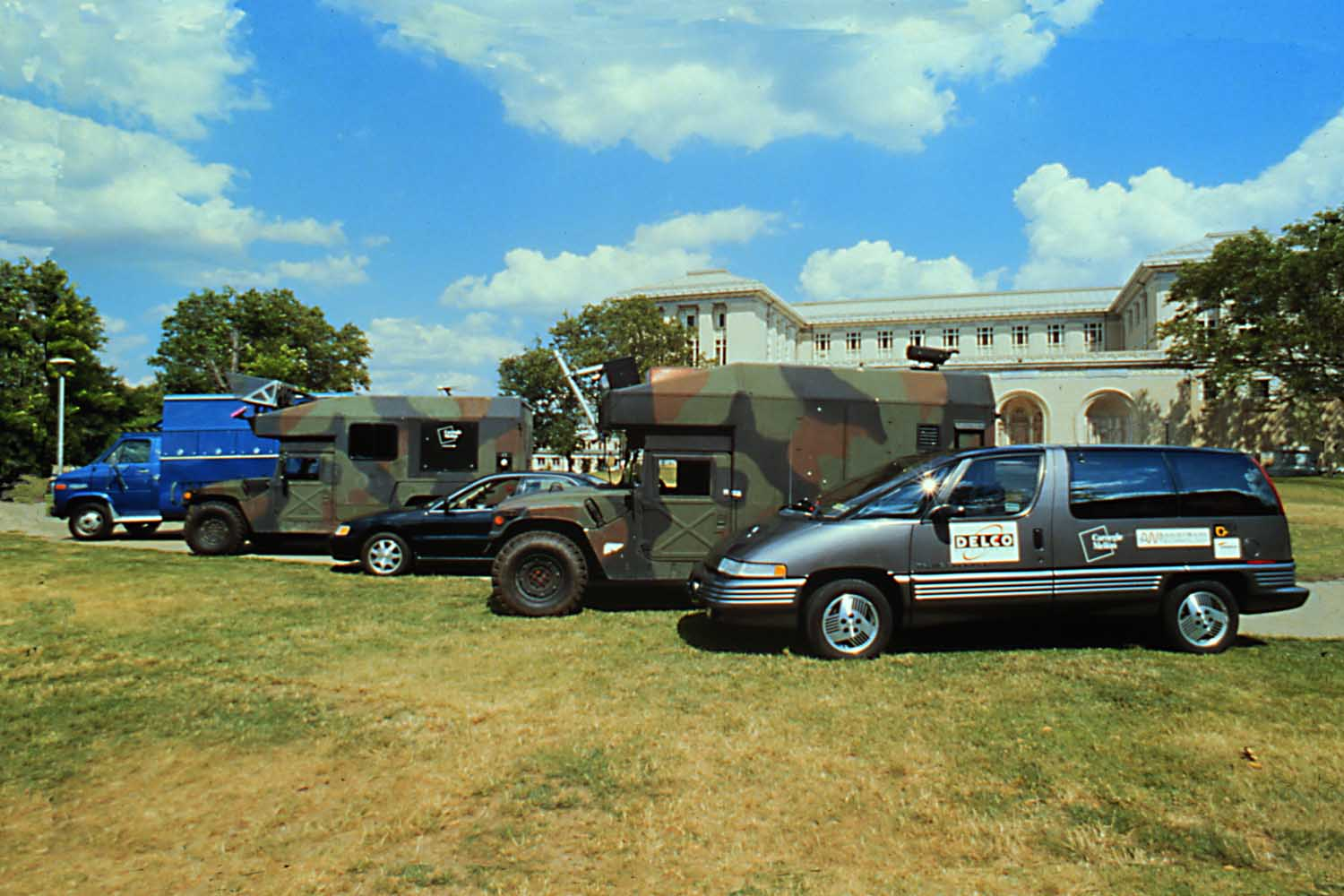
Les modèles Navlab de 1 (à l'arrière plan) à 5 (au premier plan)

Navlab (National Autonomous Vehicle Laboratory) est le nom générique de véhicules automobiles à conduite automatique développés en un peu plus d'une dizaine d'années par le laboratoire de robotique de l'université Carnegie-Mellon de Pittsburgh avec financement du DARPA sous la direction de Chuck Thorpe et à partir de 1985.
- Navlab 1 était une camionnette Chevy dont le volant et l'accélérateur étaient seuls automatisés, la vitesse était limitée à 32 km/h. Équipée de 4 stations de travail Sparc et d'un groupe électrogène spécifique pour leur alimentation, les détections de l'environnement étaient assurées par une caméra, un laser et un radar avant ainsi qu'un sonar. Ce véhicule servit à la mise au point initiale des logiciels en fonctionnant à 1,6 km/h puis comme outil de validation de 1986 à 1992 en parcourant ainsi 480 km.
- Navlab 2 remplaça Navlab 1 en 1991 avec comme objectifs la conduite automatisée tout-terrain. Il s'agissait d'une ambulance militaire HMMWV reconditionnée, équipée de façon similaire à Navlab 1 avec laquelle il était possible d'atteindre la vitesse de 89 km/h en automatique. Comme Navlab 1, ce furent les seuls à être équipés d'une centrale à inertie pour détecter leurs variations de position. Jusqu'en 1993 ce véhicule parcourut 8 000 km environ.
- Navlab 3 était une Honda Accord propriété d'un membre du laboratoire, dont seule la direction était automatisée. Mise en service en 1994 elle servit surtout, comme NavLab2 aux tests de changement de file sur autoroute. Elle permit de démontrer l'efficacité des algorithmes nécessaires sur un matériel informatique moins coûteux que les stations de travail. Capable d'atteindre la vitesse de 97 km/h en conduite automatique, elle a parcouru environ 1 600 km sous ce mode.
- Navlab 4 était un véhicule semblable à celui de Navlab 2. Équipé d'une caméra stéréoscopique à l'avant, il était capable d'atteindre la vitesse de 40 km/h en tout-terrain !
- Navlab 5 a été conçue comme véhicule d'essais en situation de trafic réel. Cette Pontiac Transporter fut donnée à l'université par Delco Electronics en 1989 et parcourut au total près de 32 000 km pour les tests divers dont ceux de changement de file sur autoroute. Il est également célèbre pour avoir réalisé durant l'été 1995, la traversée des États-Unis de Washington, D.C. à San Diego soit 4 580 km en mode majoritairement automatique. Intitulée "No Hands Across America" (NHAA) l'opération était une première concernant la conduite automatique sur autoroute[2].
- Navlab 6 fut le premier véhicule démonstrateur du AHS (Automated Highway System) livré en 1996 à l'université par le centre de recherche de General Motors. En peu de temps l'algorithme RALPH de suivi de file implémenté sur cette Pontiac Bonneville lui permit de parcourir 164 km dans le trafic réel en mode totalement automatique. Complété par un algorithme de contrôle du freinage en fonction des détections d'obstacle avant, le véhicule fut le premier équipé de capteurs complémentaires comme des radars latéraux ainsi qu'un récepteur GPS. Son fonctionnement logiciel était assuré par plusieurs PC Pentium Pro. Il devint le véhicule de démonstration du laboratoire dont la fiabilité permettait une insertion immédiate en mode automatique dans le trafic quotidien de la banlieue de Pittsburg.
- Navlab 7 réalisé en 1996, fut le second véhicule dédié AHS identique au 6 mais équipé d'une interface conducteur préfigurant l'interface homme-machine industrialisable dans un tel véhicule : écran tactile et affichage tête haute présentant la situation de conduite, les véhicules et obstacles proches et permettant de présélectionner certaines actions automatiques : changement de file, utilisation de la prochaine sortie, engagement/désengagement du mode automatique.
- Navlab 8 réalisé à la même époque sur une Oldsmobile Silhouette ne comportait que l'automatisation du volant et de l'accélérateur mais fut utilisé durant plus de 24 000 km pour étudier le comportement du conducteur dans une telle situation.
- Navlab 9 et 10 développés en 1996 en collaboration avec la compagnie METRO des transports urbains de Houston (Metropolitan Transit Authority of Harris County) étaient des autobus urbains de 12 m de type New Flyer et démonstrateurs AHS. Ils démontraient ainsi que les mêmes capteurs et les mêmes logiciels que ceux des véhicules particuliers précédents pouvaient être utilisés sur un système de transport collectif. L'équipement complémentaire comportait plusieurs moniteurs destinés à visualiser la situation de conduite aux passagers.